# Foy D. Kohler
Foy David Kohler (Oakwood, 15 febbraio 1908 – Jupiter, 23 dicembre 1990) è stato un diplomatico statunitense, ambasciatore degli Stati Uniti in Unione Sovietica durante la crisi dei missili di Cuba.

## Biografia
Foy Kohler era nativo di Oakwood, in Ohio, ma crebbe a Toledo. Inizialmente impiegato di banca a Toledo, studiò presso l'università statale dell'Ohio ed entrò nel corpo diplomatico statunitense, ricevendo incarichi nel Regno Unito, nel Regno di Jugoslavia, nel Regno di Romania, nel Regno di Grecia e nel Regno d'Egitto.
Nel 1946, dopo aver frequentato un corso di studi russi, venne inviato presso l'ambasciata statunitense di Mosca, dove rimase per alcuni anni. Venne infine nominato ambasciatore americano in Unione Sovietica nel 1962 da John Fitzgerald Kennedy, e presentò le proprie credenziali a Mosca il 27 settembre dello stesso anno, pochi giorni prima dello scoppio della crisi dei missili di Cuba. In seguito alla crisi, grazie alla mediazione di Kohler fu possibile stabilire la linea rossa, ovvero la comunicazione telefonica diretta tra il Pentagono e il Cremlino per mettere in contatto i capi delle due superpotenze.
Durante gli anni da ambasciatore Kohler si occupò di ristrutturare l'edificio dell'ambasciata statunitense, rimasto senza manutenzione dagli anni 1930, e ricevette le condoglianze di Nikita Kruschev dopo l'assassinio di John Fitzgerald Kennedy. Kohler fu infine richiamato in America nel 1966, e venne succeduto a Mosca da Llewellyn Thompson, già ambasciatore in URSS prima di lui.
Ritiratosi dalla diplomazia, si trasferì in Florida e divenne professione all'università di Miami. Spostato con Phyllis Penn, non ebbe figli e morì nel 1990.